# Glavočić kavkaski

Glavočić kavkaski (lat. Knipowitschia caucasica) riba je iz porodice glavoča (lat. Gobiidae). Naraste do 5,0 cm duljine, a živi u samom plićaku, na dubinama do 2 m, na kamenitom terenu, skriven među travom i algama. Hrani se malim račićima i larvama. Po izgledu je sličan svom rođaku vodenjaku (Knipowitschia panizzae), razlikuju se najviše po boji, naime, kavkaski glavočić je tamniji (žuto-smeđe boje), a mužjaci imaju 4-5 okomitih pruga. Dobro podnosi sve vrste vode, od jako slane do slatke, te je stoga prisutan i na neuobičajenim mjestima kao što su jezera (živi i u Vranskom jezeru) ili veće lokve slane vode. Čest je i na ušćima rijeka.

## Rasprostranjenost
Glavočić kavkaski živi samo u Mediteranu, i to u Jadranu, Egejskom, Crnom i u Azovskom moru, te u Kaspijskom jezeru.

## Vanjske poveznice
|  | Zajednički poslužitelj ima još gradiva o temi Knipowitschia caucasica |
|  | Wikivrste imaju podatke o taksonu Knipowitschia caucasica             |